# 职贡图 (萧绎)
《职贡图》或《贡职图》是由梁元帝萧绎绘制的，且为中国历史上现存最早的职贡图，图中描述了三十五国使者的形象和特征。根据史载资料推断，此画创作于526年～539年。《职贡图》原图已不存在，现藏于中国国家博物馆的《职贡图》为宋人摹本的残卷。残卷长200.7cm，约为原图长度一半，仅保留了当中的十二国使者。

## 内容
末國使 
末國漢世（旦）［且］末國勝兵萬［餘］戶［北與丁零東與白］ 
題接西與波斯接土人剪髮着［氊］［帽小袖衣爲衫則開頸而縫前多牛羊］ 
騾驢今（二）［王］□［姓］安石末粢盤［普通五年遣使來貢獻］ 

白題國使 
白題匈奴旁别種胡也漢初［灌嬰］與匈奴戰斬白題騎一人今在滑 
國東六十日行西極波斯二十［日行］土地出□［粟］夌［麥］菓食衣物與滑國
畧同國王姓支名使□毅晋［普］通三年［白］題道釋氈獨活使安 
遠憐伽到京師貢□［獻］。 

胡蜜丹國使
胡蜜丹滑旁小國也普通元年使使隨滑使來朝其表曰（楊）［揚］州天子［日］
出處大國聖主胡□［蜜］王名□㒒遙長跪合掌作禮千萬今滑使到聖
國用附函啓幷水精鐘一口馬一疋聖主有若所勑不敢有異

呵跋檀國使
呵跋檀滑旁小國普通元年隨滑使［入］貢。其表曰最所寔恭敬吉天
子東方大地呵跋檀王問訊［兆］一過乃百千［萬］億天子安（隱）［穩］我今遣
使手送此書書不空故上馬一疋銀器一故

周古柯國使
周古柯滑旁小國普通元年隨滑使朝貢［奉］表曰一切所恭敬一切吉具
足如天靜無雲滿月明曜天子身清靜具足亦如此爲四海弘願以爲舟
揚州閻浮提第一廣大國人［民］布滿歡樂㽵［莊］嚴如天上不異周
古柯王頂禮弁拜問訊天子□□今上金□一琉璃椀一馬一疋

鄧至國使
鄧至居西涼州界□［羌］别種也宋文帝世鄧至王象屈躭遣其所置［里］
水鎮□［將］象破□［羌］上書□［獻］駿馬天監五年國王象舒彭遣厲僧崇□［獻］
黃耆四百斤馬四疋其俗呼帽曰［突］阿其衣服與宕昌畧同

狼牙脩國使

倭國使

茲國使
茲西［域］所居曰延城漢以［公主］妻烏孫［烏］孫遣其女至漢學皷
琴茲請爲妻其王將降□□以得曰漢外孫□□旣及京師□賜
印綬加其妻以公主之號錫車騎笳皷旣歸慕漢制乃治宮室作□［紋］
道衛出入傳呼頗自強大歴［歷］魏［晉］至□歲來□［獻］名馬普通二
年遣使康石憶丘波郍奉表入朝

百濟國使

波斯國使
波斯蓋波斯匿王之後也王子祇陁之子孫以王父字爲氏因爲國稱
□［釋］道安西域諸國［志］揵陁越西西海中有安息國揵陁越南波羅
陁國波羅陁國西有波羅斯國城周回三十二里高四□［丈］皆□［築］土爲基
城門皆有樓觀城内屋宇數百閒城外有寺一百四五十里有土山
泉下流向南山中有鷲鳥□［噉］羊時時下地銜羊而去土人患之又優鉢
曇花出□［龍］駒馬别有鹼池□［出］珊瑚馬□［碯］虎□［魄］真珠坟［玫］㻁等寶土人不甚
珎交易用金銀婚禮以金帛奴□［婢］牛馬等以四疋馬爲五彩爲蓋
迎婦兄弟把手付度國東萬五千里滑國西萬里極婆羅門國南萬里有
又婆羅門國北萬里卽（沉）［泛］壈國大□［通］二年遣［使］至安□越奉□［獻］佛牙

滑國使
（前文缺）有功勇與［八］［滑］□□
部索虜入居桑乾滑爲小國屬芮芮齊時始走莫□［獻］而居後強大
征其旁國破波斯□□［槃槃］ ［罽］賓烏緾［纏］龜茲踈勒于闐勾［般］等國開地
千里其土溫暖多山川少林木有五糓［穀］國人以□［麫］及羊肉爲糧□［獸］有子兩
腳駱駞野驢有角人善騎射著小袖長身袍金玉爲絡帶（如）［女］人被裘頭上
刻木爲角長六尺金銀飾之少女子兄弟共妻無城郭氊屋爲居東向
開戶其王坐金床隨太歲轉與妻並坐接賔客無文字以木爲契刻之
約物數與旁國通則使旁國胡爲胡書羊皮爲紙無［職官］所降小國使
其王爲［奴］隸事天神每日則出戶祀神而後食其跪一拜而止止卽鳴其
王手足賤者鳴王［衣塟］以木爲□父母死子截一耳塟已卽去魏［晉］以
來不通中國天監十五年國王姓厭帶名夷栗陁始使蒲多達□□［獻］
□［延?］賔□□名纈杯普通元年又遣富何了了［獻］黃師子白貂裘
波斯□□子錦王妻□□亦遣使康符真同貢物其使人菶頭剪髮
著波斯錦□［褶］□錦袴朱□［麋］皮長壅鞾其語言則河南人重譯而通焉